# KeeWeb
KeeWeb es un gestor de contraseñas gratuito y de código abierto compatible con KeePass, disponible como versión web y aplicación de escritorio. El formato de archivo subyacente es KDBX (archivo de base de datos KeePass). KeeWeb fue elogiado por Ghacks Technology News en 2016 como "novedad" que soluciona el "defecto de una versión basada en web" de KeePass, y por Tech Advisor en 2020 como "gestor de contraseñas multiplataforma bien diseñado".
Está escrito en Javascript y hace uso de marcas como WebCrypto y WebAssembly para trabajar con archivos de contraseñas directamente en navegador, sin cargarles a un servidor. Puede sincronizar archivos con servicios populares de hosting de archivos, como Dropbox, Google Drive o OneDrive.
El mismo código de Javascript es también utilizado en aplicaciones de escritorio hechas con Electrón. La versión de escritorio añade algunas características no disponibles en la versión web:
- Auto-escribir contraseñas.
- Capacidad de abrir y guardar archivos locales.
- Sincronización con WebDAV sin CORS habilitado.[10]

KeeWeb también puede ser ejecutado como servidor independiente, o instalado como aplicación Nextcloud.